# Hemsjön (Jokkmokks socken, Lappland, 739591-169932)
Hemsjön är en sjö i Jokkmokks kommun i Lappland och ingår i Luleälvens huvudavrinningsområde. Sjön har en area på 0,0602 kvadratkilometer och ligger 278,5 meter över havet.

## Delavrinningsområde
Hemsjön ingår i det delavrinningsområde (739596-169910) som SMHI kallar för Inloppet i Östersjön. Medelhöjden är 293 meter över havet och ytan är 2,58 kvadratkilometer. Räknas de 3 avrinningsområdena uppströms in blir den ackumulerade arean 20,83 kvadratkilometer. Suoksaurebäcken som avvattnar avrinningsområdet har biflödesordning 2, vilket innebär att vattnet flödar genom totalt 2 vattendrag innan det når havet efter 157 kilometer. Avrinningsområdet består mestadels av skog (87 procent). Avrinningsområdet har 0,06 kvadratkilometer vattenytor vilket ger det en sjöprocent på 2,3 procent.